# Stenodynerus cyphosus
Stenodynerus cyphosus är en stekelart som först beskrevs av Edoardo Zavattari 1912.
Stenodynerus cyphosus ingår i släktet smalgetingar och familjen Eumenidae. Inga underarter finns listade i Catalogue of Life.